# Mats Sander
Mats Esse Sander, född Svensson 26 februari 1963 i Klippan, är en svensk officer och politiker (moderat). Han var ordinarie riksdagsledamot 2006–2010 och därefter statsrådsersättare i oktober 2010 respektive tjänstgörande ersättare under perioder 2011, 2020–2021 och 2022, invald för Skåne läns västra valkrets.

## Bakgrund
Efter valet 2014 är Sander ordförande i Helsingborgs kommunfullmäktige. Under mandatperioden 2010-2014 var han ledamot i Helsingborgs kommunfullmäktige och ordförande i Kulturnämnden. Under mandatperioden 2006-2010 var han ledamot av Sveriges riksdag, där han representerade Skåne läns västra valkrets. Under mandatperioden stod utrikes-, säkerhets- och försvarspolitik högt på dagordningen. Sander var ordförande för Riksdagens delegation till den parlamentariska församlingen för Europa-Medelhavsområdet, EMPA  (Euro-Med Parlamentary Assembly), efter Ewa Björling, samt FN-delegat. Han var valobservatör för OSSE vid valet i Albanien 2009 och deltog i talmannens officiella besök samma år. 
Sander var aktiv i Svensk-Taiwanesiska parlamentarikerföreningen. Han skrev boken ”Om mänskliga rättigheter” för Jarl Hjalmarsonstiftelsen och representerade moderaterna i Stödkommittén för mänskliga rättigheter i Turkiet. Han var också engagerad i infrastrukturfrågor, luftfartens villkor och var drivande i Riksdagens Luftfartsforum med en lång rad aktiviteter som följd. Sander engagerade sig för att utveckla det interna riksdagsarbetet och fick gehör för flera tankar och idéer.
Sander engagerade sig i politiken i samband med valet 2002, där han valdes till Helsingborgs kommunfullmäktige. Han har även haft nämnduppdrag och varit vice styrelseordförande i Helsingborgs stadsteater. Tändgnistan till det politiska engagemanget var insikten om den politiska beslutsprocessen i samband med det planerade försvarsbeslutet 1999, som sköts till mars 2000.
Som officer i flygteknisk tjänst ingick Sander tillsammans med ett tiotal kollegor i den första utbildningen (1993) för Flygvapnets personal på JAS 39 Gripen på Saab AB och FMV i Linköping. Han har tjänstgjort på flygflottiljerna F 7 Såtenäs, F 14 Halmstad och F 10 Ängelholm. Före riksdagsuppdraget var han informationschef för Försvarsmakten i Halmstad.
Mats Sander ingår i den försvars- och säkerhetspolitiska Tankesmedjan Argos.